# لندن (فیلم ۱۹۲۶)
«لندن» (انگلیسی: London (1926 film)) فیلمی در ژانر درام به کارگردانی هربرت ویلکاکس است که در سال ۱۹۲۶ منتشر شد. از بازیگران آن می‌توان به دوروتی گیش اشاره کرد.